# Zeta Arietis
Zeta Arietis, được Latinh hóa từ ζ Arietis, là định danh Bayer của một ngôi sao nằm ở chòm sao phương bắc là Bạch Dương. Nó có thể nhìn thấy lờ mờ bằng mắt thường với cấp sao biểu kiến là +4,89. Dựa trên sự thay đổi thị sai hàng năm là 12,44 mili giây cung, thì khoảng cách đến ngôi sao này là 260 ± 20 năm ánh sáng (79,7 ± 6,1 parsec). Nó là một sao dãy chính loại A với phân loại sao A1 V. Nó có tốc độ tự quay cao với tốc độ quay dự kiến là 133 km/s. Ngôi sao này đang tỏa sáng ở nhiệt độ hiệu dụng 9.500 K, tạo ra cho nó ánh sáng trắng đặc trưng của một sao loại A.

## Tên gọi
Ngôi sao này, cùng với δ Ari, ε Ari, π Ari và ρ3 Ari, là Al Buṭain (ألبطين) của Al Bīrūnī, tên gọi kép của Al Baṭn, nghĩa là Bụng. Theo danh lục sao trong Technical Memorandum 33-507 - A Reduced Star Catalog Containing 537 Named Stars (Bản ghi nhớ kỹ thuật 33-507 - Danh lục sao rút gọn chứa 537 sao được đặt tên) thì Al Buṭain là tên gọi cho năm sao: δ Ari là Botein, π Ari là Al Buṭain I, ρ3   Ari là Al Buṭain II, ε Ari là Al Buṭain III và ζ Ari là Al Buṭain IV.
Trong thiên văn học Trung Quốc, 天陰  (Tiān Yīn, Thiên Âm) có nghĩa là lực lượng hắc ám trên trời, đề cập đến một mảng sao gồm: Thiên Âm nhất và Thiên Âm ngũ là hai ngôi sao có cấp sao biểu kiến là 6, được đề cập trong Nghi tượng khảo thành thời Thanh, với xích kinh/xích vĩ tương ứng là 3h32,3m/+19° 05′ và 3h28,1m/+22° 01′ và thuộc chòm sao Kim Ngưu nhưng hiện tại chưa xác định được, ζ Arietis, τ2 Arietis/(tên khác: 63 Arietis, một hệ sao đôi; có tài liệu cho rằng nó là hệ sao ba τ1 Arietis/61 Arietis?), δ Arietis. Sao 65 Arietis có cấp sao 6,07 có thể là Thiên Âm ngũ, nhưng xích kinh và xích vĩ (03h24m26,11530s/+20°48′12,5626″) của nó không phù hợp.
Do đó, tên tiếng Trung của ζ Arietis là 天陰二 (Tiān Yīn èr, Thiên Âm nhị).